# Biennali africane
Le Biennali africane sono eventi culturali di respiro internazionale che hanno luogo in Africa. Nel settore culturale sono definiti genericamente biennali eventi che hanno cadenza non solo biennale, ma anche annuale, triennale, quadriennale e quinquennale; gli eventi possono anche avere una sola edizione o avere una ricorrenza irregolare. Gli studi sulle biennali africane tendono a includere in questa definizione un gruppo eterogeneo di eventi

## Caratteristiche delle biennali africane
Le biennali africane - come tutte le biennali - sono strutturate in modo specifico a seconda del loro contesto locale, nazionale, internazionale e tematico. Esistono biennali di arte contemporanea, cinema, fumetto, grafica, fotografia, musica.
In modi diversi l'Africa è al centro dell'attenzione. 
La Biennale di Dakar decide nel 1996 di consacrarsi alla promozione dell'arte contemporanea africana. Solo "artisti africani" possono partecipare alla mostra internazionale e al salone del design. La definizione di "artista africano" viene liquidata con la scelta di aprire le mostre ad "artisti con la nazionalità di un paese dell'Africa" (criterio che è tutt'oggi mantenuto), ma il dibattito non si acquieta. Biennalmente le definizioni di "artista africano", "arte contemporanea africana" e "confini dell'Africa" vengono discusse e ridiscusse durante gli incontri di Dak'Art. La vocazione africana caratterizza anche Les Rencontres de la Photographie Africaine (avviati nel 1994), il Festival Panafricain du Cinéma de Ouagadougo FESPACO (creato nel 1972), il Salon International de l'Artisanat de Ouagadougo SIAO (dal 1988), Marché des Arts du Spectacle Africain MASA (in Costa d'Avorio dal 1993) e Rencontres Chorégraphiques de l'Afrique et de l'Océan Indien (a Luanda nel 1995, dal 1999 a Antananarivo e oggi in Francia e itineranti).
Per quanto orientato verso l'Africa, lo spirito della Triennale di Luanda è ben diverso. Nata in un clima di ricostruzione postbellica e con l'appoggio di politici e industriali locali, la manifestazione punta a ridare splendore alla capitale dell'Angola attraverso l'arte e la creazione di luoghi d'arte. La Triennale è un progetto politico, non solo culturale. La scelta di orientarsi verso l'Africa si manifesta nel desiderio di non essere un “evento d'arte africana”, ma un “evento africano d'arte”. La Triennale di Luanda afferma la propria centralità e visione indipendente del mondo, evitando consciamente la trappola dell'arte contemporanea africana e della caccia ad una sua definizione.
L'attenzione per l'Africa caratterizza anche manifestazioni che non hanno sede in Africa e in particolare la partecipazione dell'Africa ai grandi eventi culturali del mondo è un tema al centro del dibattito da ormai un secolo. Il dibattito sulla presenza di artisti africani ha avuto uno spazio importante all'interno di
- Biennale dell'Avana, Habana, Cuba.
- Biennale di Istanbul, Istanbul, Turchia.
- Biennale di San Paolo, São Paulo, Brasile.
- Biennale di Sharjah, Sharjah.
- Biennale di Venezia, Venezia, Italia. http://www.labiennale.org
- Documenta, Kassel, Germania. http://www.documenta.de
- Triennale der Kleinplastik, Germania. Settima edizione: Zeitgenössische Skulptur Europa Afrika, SüdwestLB Forum Stuttgart, 1998, pp. 279. Diretta da Werner Meyer.

| Nome                                                                 | Nazione    | Sede       | Fondazione | Discipline        | A cura di                                                                 | Edizioni                                                   | Note                                                                           |
| -------------------------------------------------------------------- | ---------- | ---------- | ---------- | ----------------- | ------------------------------------------------------------------------- | ---------------------------------------------------------- | ------------------------------------------------------------------------------ |
| Azalaï - Rencontres transsahariennes                                 | Itinerante | Itinerante | 2005       |                   |                                                                           |                                                            |                                                                                |
| Biennale dell'Arte Bantu, Biennale du Ciciba                         | Itinerante | Itinerante | 1985       | Arti visive       | Ciciba - Centre International des Civilisations Bantu-Libreville (Gabon). |                                                            |                                                                                |
| Festival Mondial des Arts Nègres                                     | Itinerante | Itinerante | 1966       | Interdisciplinare |                                                                           |                                                            |                                                                                |
| Festival du désert                                                   | Itinerante | Itinerante | 2001       |                   |                                                                           |                                                            |                                                                                |
| Festival Nuits Métis La Saoura                                       | Itinerante | Itinerante |            |                   | Association Hillal La Saoura & association Nuits Métis di Marsiglia       |                                                            | http://www.nuits-metis.org                                                     |
| Meeting Point                                                        | Itinerante | Itinerante | 2004       |                   | Young Arab Theatre Fun                                                    |                                                            | http://www.meetingpoints.org Archiviato il 5 ottobre 2021 in Internet Archive. |
| SANGA - Rencontres chorégraphiques de l'Afrique et de l'Océan indien | Itinerante | Itinerante | 1999       | Danza             |                                                                           |                                                            |                                                                                |
| Triennale di Luanda                                                  | Angola     | Luanda     | 2005       | Interdisciplinare | Camouflage & TACCA - Territórios de Arte e Cultura Contemporânea Africana | Prima edizione novembre 2005-maggio 2006                   |                                                                                |
| Regard Bénin 1.0                                                     | Benin      | Cotonou    | 2010       | Arti visive       | Ministero della Cultura e della Fondation Zinsou                          |                                                            |                                                                                |
| Biennale di Dakar                                                    | Senegal    | Dakar      | 1990       | Letteratura       | Ministero della cultura senegalese                                        | 1990                                                       | http://dakart.org                                                              |
| Biennale di Dakar                                                    | Senegal    | Dakar      | 1992       | Arti visive       | Ministero della cultura senegalese                                        | 1992, 1996, 1998, 2000, 2002, 2004, 2006, 2008, 2010, 2012 | http://dakart.org                                                              |
| SUD-Salon Urbain de Douala                                           | Camerun    | Douala     | 2007       | Arte pubblica     | doual'art                                                                 | 2007, 2010, 2013                                           |                                                                                |
| Biennial of Young Artists from Europe and the Mediterranean (BJCEM)  | Itinerante | Itinerante | 2001       | Arti visive       | BJCEM Association                                                         |                                                            | http://www.bjcem.org/                                                          |

### Benin
- Boulev' Art - Artiste dans la rue, Cotonou e Abomey, Benin. A cura dell'associazione Etoile Rouge.
- FESNAC - Festival National des Arts et de la Culture, Cotonou, Benin, dal 1997.
- Festival Hip Hop Kankpé, Cotonou, Benin, dal 2002. Iniziato da Akotchayé Okio, organizzato dal gruppo rap Ardiess Productions e dal Centro Culturale Francese di Cotonou.
- Biennale Regard Bénin, dal 2010. Diventa una biennale dal 2012.

### Burkina Faso
- Festival Panafricain du Cinéma de Ouagadougou (Fespaco) - Le Festival Panafricain du Cinéma et de la Télévision de Ouagadougou, Ouagadougou, Burkina Faso, dal 1969 (con il nome di Semaine du Cinema Africain) e dal 1972 (con il nome di FESPACO. A cura della fondazione Fespaco. http://www.fespaco.bf Archiviato il 9 giugno 2007 in Internet Archive.
- SIAO - Salon International de l'Artisanat de Ouagadougou, Ouagadougou, Burkina Faso, dal 1988. http://www.siao.bf

### Camerun
- Duta - Biennale de la Photographie et des Arts Visuels, Douala, Camerun, dal 2005. A cura di Samuel Nja Kwa e dell'associazione Zoom.
- Fescarhy - Festival de la caricature et de l'humour de Yaoundé, Yaoundé, Camerun. A cura dell'associazione IRONDEL.
- FESTEL - Festival Africain de Télévision, Yaoundé, Camerun.
- SUD-Salon Urbain de Douala, Douala, Camerun, dal 2007.

### Chad
- Fest'Africa, N'djamena, Chad.

### Congo, Repubblica Democratica del
- Salon africain de la bande dessinée et de la lecture pour la jeunesse, Kinshasa, Repubblica Democratica del Congo.
- Karika'fête - Fête de la caricature et de l'humour dessiné de Kinshasa, Kinshasa, Repubblica Democratica del Congo, dal 2001. A cura del Centre Africain de la Caricature - Espace LEMA KUSA. http://www.artotal.com/services/zoom/festival_caricatures_kinshasa_2002
- Rencontres Picha / Lubumbashi Biennale

### Costa d'Avorio
- Abidjan Biennale 93, Abidjan, Côte d'Ivoire. Una sola edizione Salon Africain des Arts Plastiques a cura di Yacouba Konaté (24/11-08/12/1993).
- BINA - Biennale Internationale des Naïfs, Abidjan, Costa d'Avorio, dal 1998.
- FAR - Festival des Arts de la rue de Grand Bassam, dal 1996.
- COCO BULLES - Festival International du Dessin de presse et de la Bande dessinée de Grand-Bassam, dal 2001. A cura di "Gbic".
- MASA - Marché des Arts du Spectacle Africain, Abidjan, Costa d'Avorio, dal 1993. Avviato dall'Agence Intergouvernementale de la Francophonie.

### Egitto
- Biennale Internazionale del Cairo, Il Cairo, dal 1984.
- Biennale Internazionale di Ceramiche del Cairo, nel 1998 alla quarta edizione.
- Egypt's International Print Triennale, Cairo, dal 1993.
- Biennale d'Alexandrie des Pays de la Mediterranee, Alessandria d'Egitto, dal 1955. Nel 2001 alla sua ventunesima edizione.
- Cairo International Festival for Experimental Theatre (CIFET), Cairo, Egitto. A cura del Gomhuriya Theatre.
- Cairo Film Festival, Cairo, Egitto, dal 1976. Fondato da Kamal el Mallakh. http://www.cairofilmfest.com/ Archiviato il 5 dicembre 2008 in Internet Archive.
- OFF Biennale Cairo (OBC), Il Cairo, Egitto, organizzato dal Darb 1718 Contemporary Art Center, dal 2015.

### Guinea Equatoriale
- Biennale Bantu, 8ª edizione: Biennial of Contemporary Art, Malabo, 03-17/07/2007).

### Kenya
- Africa Cinema Week, Nairobi, Kenya, dal 1998. A cura di Film Kenya & French Cultural and Cooperation Centre.
- Biennale d'arte di Malindi, FN Centre, promossa dalla Biennale di Malindi ltd e dalla Fondazione Sarenco, dal 2006. Prima edizione 29/12/2006-31/01/2007 a cura di Eric Girard-Miclet (direttore dell'Alliance Francaise di Dar Es Salaam in Tanzania). https://web.archive.org/web/20070927181425/http://www.clponline.it/mostre.cfm?idevento=2D402D33-F29C-7579-60266F314F0FDB87
- LAMU CULTURAL FESTIVAL, Lamu, Kenya, dal 2001.
- MABOOMBOOM - Kenya Arts Festival, Kenya, dal 2003.

### Madagascar
- Mois de la photo, Antsiranan.

### Mali
- Incontri africani della fotografia (Rencontres africaines de la photographie), Bamako, Mali, dal 1994.
- Festival du Théâtre de Réalités, Bamako, Mali, dal 1996. Association culturelle Acte Sept (Zone Franche, Association Acte 7, IRMA, AIF-Agence intergouvernementale de la Francophonie). Inizialmente annuale e dal 2000 biennale.

### Marocco
- Casablanca Biennale / Biennale internationale de Casablanca, Casablanca, Marocco, dal 2012.
- Marrakech Biennale, Marrakech, Marocco, dal 2005.

### Nigeria
AFiRIperFOMA, dal 2011. Creata dallo sculture Jelili Atiku
- Lagos Biennale, Lagos, Nigeria, organizzata dalla Akete Art Foundation, dal 2017.

### Senegal
- Festival National des Arts et de la Culture, Dalar, Senegal, dal 1997.
- Festival du film de quartier, Dalar, Senegal, dal 1997. A cura del Media Centre Dakar - Forut. https://web.archive.org/web/20120829145246/http://www.forut.sn/
- TDG - Tambacounda-Genève-Dakar, Tambacounda Genève Dakar, dal 2001. A cura di CAP - Collectif des Artistes Plasticiens. http://www.le-cap.ch

### Sudafrica
- 3CFF - TRI Continental Film Festival, dal 2002. A cura di 3 CFF - Uhuru Production.
- Biennale di Johannesburg, Johannesburg, edizione 1995 e 1997. Africus: Johannesburg Biennale, Greater Johannesburg Transitional Metropolitan Council, Johannesburg (28/02-30/04/1995).  Trade Routes: History and Geography. Second Johannesburg Biennale, a cura di Okwui Enwezor, Johannesburg, 1997.
- CAPE: Contemporary African Culture, la prima piattaforma di discussione è stata organizzata nel 2005; la prima esposizione nel 2006: Trans CAPE, a cura di Gavin Jantjes, co-curatori Khwezi Gule e Gabi Ngcobo, Cape Town, Sudafrica (prevista per 23/09-22/10/2006, posposta al 24/03-02/05/2007). https://web.archive.org/web/20190205033252/http://www.capeafrica.org/
- Cape Town Triennial/Kaapstadse Triennale, South African National Gallery, Cape Town (09/10-17/11/1991). Tour programme in Sudafrica 1991-92-93. Una sola edizione a cura di Bongi Dhlomo Mautloa e Vukile Ntuli.
- Cape Town World Cinema Festival, Cape Town, Sudafrica, dal 2002. A cura di Sithengi. http://www.sithengi.co.za
- Durban International Film Festival, Durban, Sudafrica, dal 1979. Fondato dall'University of Natal e poi dal 1995 diretto dal Centre for Creative Arts. http://www.cca.ukzn.ac.za
- Jomba! Contemporary Dance Experience, Durban, Sudafrica, dal 1998. A cura del Centre for Creative Arts. http://www.cca.ukzn.ac.za
- Poetry Africa Festival, Durban, Sudafrica, dal 1997. A cura del Centre for Creative Arts. http://www.cca.ukzn.ac.za
- Spier Arts Summer Festival, Stellenbosch, Sudafrica. A cura della società Spier Holdings. http://www.spier.co.za
- Time of the Writer Festival, Durban, Sudafrica, dal 1998. A cura del Centre for Creative Arts. http://www.cca.ukzn.ac.za/

### Tanzania
- East African Art Biennale (EASTAFAB), Tanzania, dal 2003.

### Togo
- Journées Photographiques de Lomé, Lomé, Togo. A cura di Jacques DO KOKOU e del Centre Culturel Français.
- Ewolé, Rencontres et Résidences Internationales d'Arts Visuels, Lomé, Togo. A cura di Kossi Assou (quinta edizione 2002, sesta 2003-04).

### Tunisia
- Journées Cinématographiques de Carthage, Carthage, Tunisia.
- Les Rencontres d'Art Contemporain de la Médina de Tunis, Tunis, Tunisia.
- Festival International du Sahara de Douz, Douz, Tunisia.
- Festival International Néapolis de théâtre pour enfants, Nabeul, Tunisia, dal 1994.

### Uganda
- Kampala Art Biennale, Kampala, Uganda, dal 2014.
- KLA ART, Kampala Contemporary Art Festival, Kampala, Uganda, dal 2012.

### Zanzibar
- ZIFF - Zanzibar International Film Festival - Festival of the Dhow Countries, Zanzibar, dal 1997. A cura del Zanzibar International Film Festival (ZIFF). http://www.ziff.or.tz Archiviato il 21 marzo 2019 in Internet Archive.